# Coccocypselum pedunculare
Coccocypselum pedunculare är en måreväxtart som beskrevs av Adelbert von Chamisso och Diederich Franz Leonhard von Schlechtendal. Coccocypselum pedunculare ingår i släktet Coccocypselum och familjen måreväxter. Inga underarter finns listade i Catalogue of Life.